# 寿山乡 (福州市)
寿山乡是中国福建省福州市晋安区下辖的一个乡，位于福州市区北部，總面積17.2平方公里，鄉政府駐嶺頭街38號。

## 历史沿革
清朝之前，寿山乡分属侯官县同乐乡和侯官县八座乡管辖。清朝末年及民国时期，属小北岭区或小北乡。
中华人民共和国成立后，属闽侯县第八区。1962年，划归福州郊区。1970年，改为红寮人民公社，属北峰区。1975年，重新划归福州郊区。1984年，改为红寮乡。1996年1月，红寮乡更名为寿山乡。2004年8月，岭头乡并入寿山乡。

## 行政区划
寿山乡共辖22个行政村：
红寮村、上寮村、长基村、优山村、大坂村、上仑村、九峰村、芹石村、寿山村、芙蓉村、石牌村、前洋村、溪下村、岭头村、叶洋村、菜岭村、贵洋村、沙溪村、吾洋村、江南竹村、红庙村和山头顶村。

## 物产
雕刻石的寿山石主要产地为寿山乡寿山村。